# A sang freda (novel·la)
A sang freda (títol original en anglès: In Cold Blood) és una novel·la del periodista i escriptor dels Estats Units Truman Capote, publicada el 1966, que narra el brutal assassinat dels quatre membres d'una família de Kansas. L'autor la va escriure parcialment a Platja d'Aro i Palamós.

## Argument
El 1959, un violent crim va sacsejar la tranquil·la vida d'Holcomb (Kansas). La societat estatunidenca d'aquells anys no va tenir més remei que encarar amb desesperació, angoixa, por i, sobretot, desconfiança, un crim que suggeria que qualsevol persona podia morir assassinada en qualsevol moment.
La família assassinada, els Clutter, composta per Herbert Clutter, la seva dona Bonnie i els seus fills Kenyon, de 15 anys i Nancy, de 16, era l'arquetipus del somni americà a la dècada dels 50. Eren gent pròspera, que vivia de l'agricultura, habitants d'un petit poble de majoria metodista. Tenien bona reputació; eren religiosos i assistien sens falta als serveis dominicals. Generosos, empàtics, treballadors, sans, no tenien enemics aparents.
Els assassins, Richard Eugene (Dick) Hickock i Perry Edward Smith eren convictes sota llibertat condicional, que creien que a la casa dels Clutter trobarien una caixa forta amb deu mil dòlars pel cap baix. No la van trobar, però igualment van matar els pares i els dos fills adolescents.
Van fugir fins a Mèxic; van tornar cap als Estats Units i van restar a la deriva fins que els van identificar com als assassins i els van arrestar. Un antic company de cel·la de Hickock, Floyd Wells, havia treballat per al senyor Clutter i va comentar al seu company que Clutter era molt ric, fins i tot li va assegurar que tenia una caixa forta al seu despatx amb els diners necessaris per a mantenir la granja, la qual cosa va incitar Dick a maquinar el delicte. Aquestes dades no sols van resultar ser falses –perquè no hi havia cap caixa forta–, sinó que, a més, el senyor Clutter mai no portava molts diners a sobre, ja que sempre feia servir xecs. De fet, la quantitat de diners robats el dia de l'assassinat ni tan sols va arribar a cinquanta dòlars.

## Desenvolupament de la novel·la
Juntament amb l'escriptora Harper Lee, autora de Matar un rossinyol, Capote va entrevistar la policia i uns quants coneguts dels Clutter, fins i tot abans de conèixer el nom dels sospitosos, Dick Hickock i Perry Smith. D'aquí, van sortir milers de pàgines d'anotacions que van anar creixent a mesura que avançava la investigació i el judici pels assassinats. Capote va reconèixer el treball de Harper Lee dedicant-li el llibre.
Capote es va haver de guanyar la confiança de tots els testimonis i habitants del poble d'Holcomb. Al principi, tant per la seva actitud estrafolària i extravertida, com per la condició pública d'homosexual, li va costar. Però la seva obstinació va tenir fruits i, fins i tot, va aconseguir guanyar-se la confiança dels dos autors del delicte.
Narrada en tercera persona i amb un punt de vista omniscient, A sang freda ha destacat pel seu realisme i la conjunció d'una narrativa tradicional amb un report periodístic. Capote va definir el llibre com a pertanyent a un nou gènere, que en anglès va denominar Nonfiction Novel o novel·la testimoni. S'ha discutit molt sobre l'encert d'aquesta qualificació. El 1957, nou anys abans, l'escriptor argentí Rodolfo Walsh havia publicat Operació Massacre, per a la qual ja va fer servir el mètode de ficcionar fets reals periodístics, aplicat a un fet de crim d'estat. De tota manera, es considera que A sang freda va significar una revolució en el món del periodisme en motivar l'aparició del corrent conegut com a nou periodisme.
Mentre Truman Capote escrivia aquesta novel·la, es va enfrontar amb problemes d'alcoholisme i drogoaddicció.

## Adaptació cinematogràfica
El procés de creació de l'obra s'ha portat al cinema diverses vegades:
- El 1967, dirigida per Richard Brooks, de títol homònim (A sang freda).[3]
- El 2005, dirigida per Bennett Miller, de títol Capote, en la qual l'escriptor és interpretat per l'actor Philip Seymour Hoffman en una actuació que li va valer el premi Oscar al millor actor principal.[4]
- El 2007, dirigida per Douglas McGrath, de títol Infamous (Història d'un crim), que narra les peripècies de Capote (Toby Jones) i Harper Lee (Sandra Bullock) per escriure la novel·la.[5]

## Curiositats
Amb l'Home dels pijames de seda, Màrius Carol novel·la els tres llargs estius que Capote va passar a la costa Brava, on va escriure A sang freda.